# Arnold Delsupexhe
Arnold Joseph Delsupexhe (Herstal, 19 juni 1859 – aldaar, 8 augustus 1878) was een Belgische violist.
Delsupexhe was een muzikaal talent, die zijn opleiding genoot aan het Koninklijke conservatorium van Luik. Daar behoorde hij tot de top van zijn vioolklas. Op zijn vijftiende oogstte hij lovende kritiek voor zijn concertoptreden met een vioolensemble. Naast zijn studie gaf hij les en trad hij op. Op zijn negentiende, enkele dagen na het winnen van de zilveren medaille op het jaarlijkse concours van het conservatorium overleed hij plotseling aan een hersenvliesontsteking.
Een kleine halve eeuw later is in Herstal als eerbetoon een straat naar hem vernoemd.

## Levensloop
Arnold Joseph Delsupexhe werd op 19 juni 1859 aan de Rue Laixheau 93B in Herstal geboren als laatste van vier kinderen van de smid Herman Delsupexhe (1820-1889) en Marguerite Leroy (1826–1892). Het gezin stamde van voorouders die uit Saint-Remy lez-Dalhem kwamen, een plaatsje dat vlak bij het gehucht Supexhe lag. In de 18e eeuw vestigden deze voorouders zich in Herstal.
Op de école de Bellenay, zijn kleuter- en lagere school, blonk Delsupexhe reeds uit met tekenen en zingen. Het was al vroeg duidelijk dat hij muzikaal begaafd was, wat zijn ouders ertoe deed besluiten hem naar het Koninklijk Conservatorium van Luik te sturen. In 1874 – hij was toen 15 jaar – won hij de eerste prijs in de solfège. In 1875 won hij als leerling van Rodolphe Massart (1840–1914) de tweede prijs met de viool, een jaar later de eerste prijs.
Aan het hoofd van dit conservatorium stond sinds enkele jaren Jean-Théodore Radoux (1835–1911). Onder zijn leiding namen de concerten op het conservatorium in aanzien toe. Delsupexhe nam deel aan het eerste concert van 1876, in een vioolensemble met zijn docenten Heynberg (1831–1898) en R. Massart en een vijftal medeleerlingen. Het stuk, Mouvement perpétuel van Paganini, werd door hen uit het hoofd gespeeld en was bijzonder goed ontvangen:
Ce morceau a été exécuté avec un tel ensemble que l'on eût dit un seul virtuose, mais un virtuose possédant un son d'une ampleur remarquable, d'une dextérité surprenante. Ce morceau, hérissé de difficultés, étant achevé, l'enthousiasme est monté au paroxysme : il a éclaté en de longs et bruyants transports, et en un bis unanime.— Jules Ghymers in Le Guide musical (2 maart 1876)

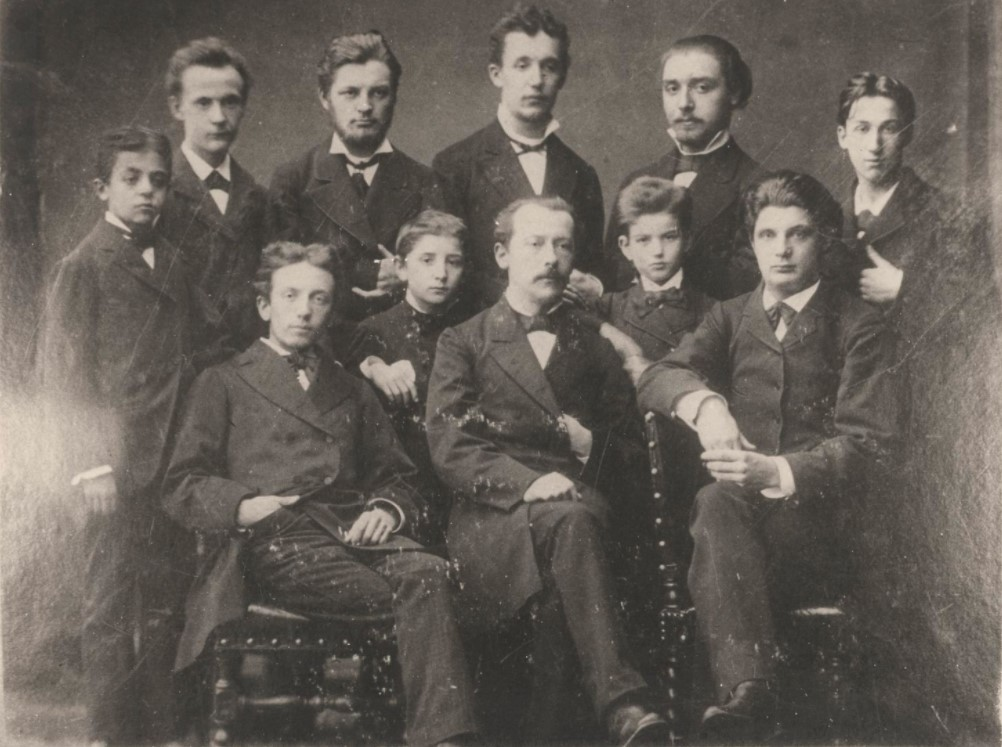
Een klassenfoto van Delsupexhe's docent Rodolphe Massart (zittend in het midden), uit 1874. Uiterst rechts, zittend, Eugène Ysaÿe

Delsupexhe leidde een leven gewijd aan muziek. Naast zijn studie aan het conservatorium was hij onder meer muziekdocent op de muziekschool van Maastricht en assistent-docent aan het conservatorium zelf. Ook bood hij vioollessen aan bij hem thuis in Herstal, op de Rue des Trois Frères 2200.
Eind 1877 werd door de Maastrichtsche Muziekvereeniging een concert georganiseerd, waar Delsupexhe de Fantaisie appasionata van Vieuxtemps opvoerde.
In 1878 won hij in de klas van Léon Massart (1838–19*) de tweede prijs voor een piano- en strijkensemble-uitvoering. In de zomer, hij volgde toen nog lessen bij R. Massart, won hij een zilveren medaille bij een concours van het Luikse Conservatorium. Dit was enkele dagen voor zijn abrupte overlijden in de straat waar hij geboren was, aan de Rue Laixheau 35. Hij was 19 jaar oud en ongehuwd.
De Maastrichtse muziekschool waar Delsupexhe doceerde vond tien dagen na zijn overlijden een vervanger: de heer Heynberg, van het conservatorium van Luik.

## Straat in Herstal
Si nous étions appelé à choisir un symbole pour représenter la vie d'Arnold Delsupexhe nous choisirions un arbrisseau arraché à son sol : telle fut, en effet, l'existence de ce jeune artiste qu'une fatale méningite emporta en quelques jours, à l'age de 19 ans, en pleine formation d'un talent musical extraordinaire.
De Rue Arnold Delsupexhe is een belangrijke straat in Herstal, niet ver van de Bellenay-school waar Delsupexhe als kind heen ging. Deze straat is eind 1924 uit eerbetoon genoemd naar Delsupexhe, die als zeer getalenteerde en veelbelovende violist gezien werd, maar voortijdig overleed.